# Mats Fagerström (informatör)
Mats Olof Fagerström, född 2 september 1938 i Sollefteå församling i Västernorrlands län, är en svensk journalist, informatör och företagsledare.
Mats Fagerström är son till chefredaktören Lars Fagerström och Alva, ogift Zetterberg, samt bror till Pär Fagerström. Efter examen från Journalistinstitutet 1960 blev han medarbetare vid Åhlén & Åkerlunds förlags AB, verkade vid Stockholms-Tidningen 1961–1965 och vid Sveriges radio 1965–1980. Han bedrev konsultverksamhet 1980–1982, var VD för ISAK Information & Samhällskontakt AB 1983–1986 och för Speech Dynamics från 1986.